# بيو فارما
بي تي بيو فارما (بيرسيرو) هي شركة إندونيسية مملوكة للدولة ومقرها في باندونج ، جاوة الغربية وهي الشركة المصنعة للقاحات المحلية الوحيدة في إندونيسيا،  والتي تنتج اللقاحات والأمصال لدعم التحصين في إندونيسيا وبلدان أخرى. أنتج لقاح بيو فارما لقاحات ضد الحصبة وشلل الأطفال والتهاب الكبد الوبائي بي واللقاح الخماسي التكافؤ . قامت شركة بيو فارما بتزويد العديد من البلدان باللقاحات من خلال اليونيسف ومنظمة الصحة للبلدان الأمريكية ومنظمات أخرى. منذ عام 2020، تعمل أيضًا كشركة قابضة للشركات المدرجة المملوكة للدولة كيميا فارما وإندوفارما.

## تاريخ

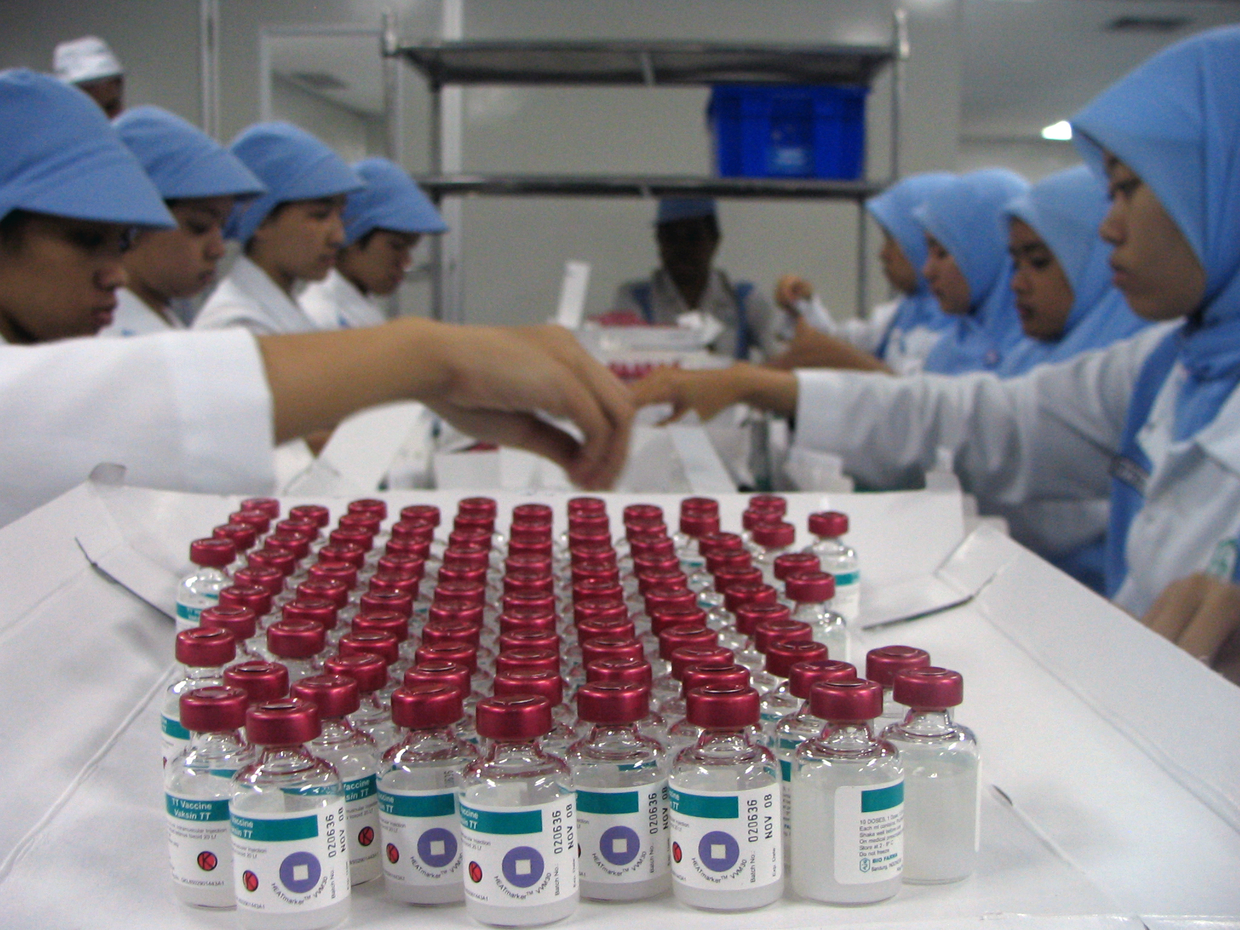
قوارير اللقاح في شركة بيو فارما، 2017

بدأ تاريخ بيو فارما خلال فترة جزر الهند الشرقية الهولندية ، عندما أسست الحكومة الاستعمارية بارك-فاكسينوجين أو "متنزه اللقاحات" (الوكالة الحكومية لتطوير اللقاحات) في 6 أغسطس 1890. احتلت الوكالة مبنى في فيلتفريدن - باتافيا ، والذي أصبح الآن مستشفى جاتوت سوبروتو العسكري . منذ إنشائها، متنزه اللقاحات وركزت على القضاء على الأمراض المعدية مما أدى إلى تعاونها مع معهد باستور . في نهاية المطاف، تم تغيير اسم الوكالة إلى متنزه اللقاحات في معهد باستور في عام 1895.
أثناء إدارة جي بي فان ليمبورغ ستيروم ، أوصى هندريك تيليما بنقل عاصمة جزر الهند الشرقية الهولندية إلى باندونغ بسبب ظروفها الطبيعية وتضاريسها الجبلية، مما يسهل الدفاع عنها. تم قبول الفكرة تدريجيًا وبدأت الحكومة الاستعمارية الهولندية في تنفيذها في أوائل العشرينيات من القرن الماضي بعد أن دعمها البروفيسور ج. كلوبر، عميد معهد باندونغ للتقانة في ذلك الوقت. بدأت المكاتب الحكومية والخاصة جنبًا إلى جنب مع الوكالات الأخرى في الانتقال إلى باندونج، بما في ذلك مكتب التجارة الخارجية وجيش الإنقاذ والهيئات الحكومية , معهد لاندز كويبوك ومعهد باستور والتي بقيت في باندونغ حتى يومنا هذا. شهدت الوكالة عدة تغييرات في الاسم والكيان القانوني حتى اسمها الحالي.

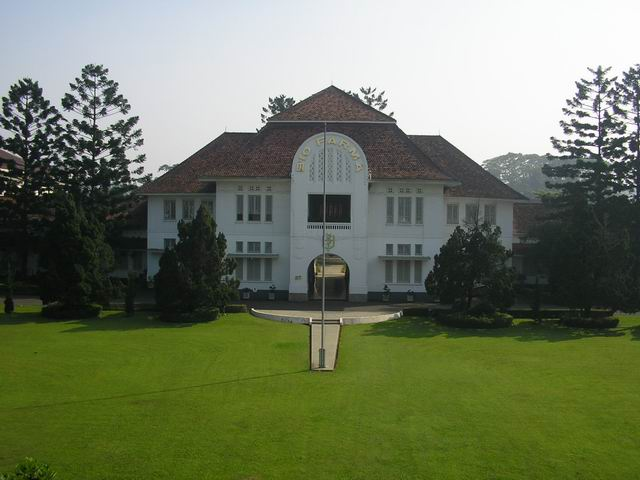
المبنى الرئيسي لبيو فارما (2005)